# Pezizomycotina
Pezizomycotina är en understam till Ascomycota (svampar som producerar sporer i ett mycket karakteristiskt mikroskopiskt sporangium, kallat ascus) och är mer eller mindre synonymt med det äldre Euascomycota. Dessa svampar fortplantar sig genom delning istället för knoppning och denna understam inkluderar nästan alla Sporsäcksvampar som har fruktkroppar synliga för blotta ögat (undantaget är Neolecta som tillhör Taphrinomycotina).